# 九江地区
九江地区（九江行署），中华人民共和国江西省已撤销的地区，在今江西省北部。1970年置，专署驻县级九江市。

## 历史
1970年，九江专区更名为九江地区，专员公署更名为行政公署。
1980年3月28日批复，九江地区下辖的县级九江市升格为省直辖九江市，九江地区驻地不变在省直辖的九江市。
1983年7月27日批复，撤销九江地区行政公署，原九江地区的九江、彭泽、湖口、都昌、星子、永修、德安、瑞昌、武宁、修水10县划归地级九江市管辖。

## 行政区划
1982年辖10个县。
- 县：九江县（沙河街镇）、瑞昌县（湓城镇）、武宁县（新宁镇）、修水县（义宁镇）、永修县（涂埠镇）、德安县（城关镇）、星子县（南康镇）、都昌县（龙城镇）、湖口县（双钟镇）、彭泽县（城关镇）

| 九江地区行政区划             | 九江地区行政区划 | 九江地区行政区划 |
| 区划代码                     | 区划名称         | 政府驻地         |
| ---------------------------- | ---------------- | ---------------- |
| 362600                       | 九江地区         | 地级九江市       |
| 362621                       | 九江县           | 沙河街镇         |
| 362622                       | 瑞昌县           | 湓城镇           |
| 362623                       | 武宁县           | 新宁镇           |
| 362624                       | 修水县           | 义宁镇           |
| 362625                       | 永修县           | 涂埠镇           |
| 362626                       | 德安县           | 蒲亭镇           |
| 362627                       | 星子县           | 南康镇           |
| 362628                       | 都昌县           | 都昌镇           |
| 362629                       | 湖口县           | 双钟镇           |
| 362630                       | 彭泽县           | 城关镇           |
| 注：本表格没有给出县级市驻地 |                  |                  |